# Успение Богородично (Трифили)
Вижте пояснителната страница за други значения на Успение Богородично.
„Успение на Пресвета Богородица“ (на гръцки: Κοίμησης της Θεοτόκου) е възрожденска православна църква, разположена в гревенското село Трифили (Синица), Егейска Македония, Гърция.
Църквата е гробищен храм, разположен южно от селото. Построен е в XVIII век. В архитектурно отношение представлява еднокорабен храм с екзонартекс на по-ниско ниво и със сравнително голяма женска църква, която има самостоятелен вход. В нартекса е запазен дървен миндер. В храма са запазени стенописи от 1791 година. Иконостасът е резбован и богато украсен.
В 1969 година църквата е обявена за паметник на културата.